# Johann Bäcker
Johann Berthold Bäcker (ur. 3 marca 1912 w Hartfeld) – SS-Unterscharführer, niemiecki zbrodniarz nazistowski podczas II wojny światowej.

## Życiorys
Johann Berthold Bäcker urodził się 3 marca 1912 w Hartfeld. Pochodził z rodziny kolonistów niemieckich z Gródka Jagiellońskiego.

### II wojna światowa
Podczas II wojny światowej w trakcie okupacji niemieckiej przez pewien czas służył w placówce Sicherheitspolizei w Sanoku (na obszarze ówczesnego Landkreis Sanok). Zasłynął wówczas z okrucieństwa wobec aresztowanych oraz z postawy antypolskiej. Porozumiewał się w języku polskim. W stopniu SS-Unterscharführera służył w Komisariacie Policji Granicznej w Sanoku (Grenzpolizeikommissariat). W strukturze tej placówki funkcjonowała gestapo, której funkcjonariuszem był także Johann Bäcker (określany jako gestapowiec).
Jako gestapowiec służył w Ustrzykach Dolnych. We wspomnieniach żołnierza AK, Wilhelma Bilika, został określony jako postrach tego miasta i okolic. Według niego Bäcker sam dokonywał egzekucji. Wiosną 1942 w Ustrzykach wraz z Arnoldem Doppkem dokonywał eksterminacji Żydów w wieku powyżej 65 roku życia, uprzednio wzywając ich do gestapo, następnie nocą imitował ich zwolnienie z aresztu, po czym wychodząca z budynku pojedynczo osoba była oświetlana reflektorem i ostrzeliwana. Proceder ten trwał przez kilka dni, pozostałe osoby wywieziono do Brzegów Dolnych i tam zabijano, zaś tych którzy nie dopełnili stawiennictwa, zastrzelano w ich domach. W czerwcu 1942 wraz z Leo Humeniukiem był organizatorem oraz wykonawcą masowej egzekucji Żydów w Olszanicy, pochodzących z tej miejscowości i okolic (według relacji świadka zamordowano wtedy ok. 120-170 osób tej narodowości). Kilka dni później Bäcker kierował egzekucją Żydów w Stefkowej (pozbawiono w niej życia 44 osoby). 22 czerwca 1942 w Ustrzykach Dolnych Bäcker z Doppkem oraz z policjantami ukraińskimi dokonał egzekucji Żydów pochodzących z tego miasta oraz okolic (śmierć poniosło wówczas 650 osób). W lipcu 1942 w Ropience obaj wykonali egzekucję około 100 Żydów zatrzymanych wcześniej w okolicach. W styczniu 1943 za torami kolejowymi w Ustrzykach Dolnych (obecnie istnieje tam stadion) obaj dokonali egzekucji 24 Żydów, zbiegłych z transportu kolejowego, których uprzednio zmuszono do rozebrania się na mrozie i wykopania masowego grobu. W lutym 1943 w tym samym miejscu obaj zabili 30 osób upośledzonych umysłowo lub fizycznie narodowości polskiej oraz łemkowskiej, uprzednio zabranych ze wsi w okolicy. W marcu 1943 obaj zrealizowali egzekucję 18 osób narodowości cygańskiej. Według późniejszych szacunków w egzekucjach na obszarze powiatu ustrzyckiego prowadzonych przez Bäckera, Doppkego i innych gestapowców zamordowano około 1000 przedstawicieli narodowości żydowskiej, polskiej, cygańskiej, łemkowskiej.
W styczniu 1944 Bäcker był jednym z dokonujących aresztowania osób oskarżonych o działalność konspiracyjną, które 20 marca 1944 zostały rozstrzelane w egzekucji w Falejówce. Nocą 26/27 lipca 1944 uczestniczył w wywożeniu z więzienia w Sanoku osób przeznaczonych na rozstrzelanie. Następnie był jednym z dwóch wykonawców egzekucji w lesie Hanusiska 27 lipca 1944. W trakcie tego aktu podczas chwilowej przerwy na przeładowanie przez niego broni, z miejsca kaźni zdołał zbiec Michał Pałasz – jedyny ocalony z tej egzekucji (wcześniej Bäcker aresztował Pałasza i torturował go podczas przesłuchania).
W 1944 polska partyzantka planowała zamach na Bäckera, którego uniknął.

### Okres powojenny
Na początku lat 70. był sprzedawcą w Bonn. Do tego czasu żył w zapomnieniu.
31 marca 1971 Johann Bäcker i Hans Quambusch zostali tymczasowo aresztowani i osadzeni w areszcie śledczym. Na początku czerwca 1972 poinformowano, że prokuratura w Berlinie Zachodnim wniosła przeciw obu akt oskarżenia, zarzucając im popełnienie wielu mordów i współudział w morderstwach. 26 marca 1973 przed sądem przysięgłych Sądu Krajowego (Landgericht) w Berlinie Zachodnim rozpoczęła się rozprawa główna w procesie, w którym Bäcker i Quambusch zostali oskarżeni o wielokrotne popełnienie morderstwa oraz o pomocnictwo w dokonywaniu morderstw na podstawie §§ 211, 49, 74 StGB. W akcie oskarżenia zarzucono im, że w okresie od 1941 do 1943 zgodnie z otrzymanymi rozkazami uczestniczyli w dwóch egzekucjach, których ofiarami było ponad tysiąc Żydów, a ponadto Cyganie. Ponadto obaj mieli także działać bez rozkazu jako sprawcy w tzw. ekscesie, z własnego popędu i swojej inicjatywy mordując w okrutny sposób dzieci, kobiety i mężczyzn (Bäckerowi w akcie oskarżenia z 1972 oraz na początku procesu w 1973 przypisano 72 takie zbrodnie, a potem informowano o 108). Obaj zaprzeczyli treści oskarżenia. Bäcker nie przyznał się do winy. W trakcie rozprawy było przesłuchiwanych 90 świadków z siedmiu państw. Wyrokiem sądu przysięgłych w Berlinie Zachodnim z 23 sierpnia 1973 Johann Bäcker i Hans Quambusch zostali skazani na kary dożywotniego pozbawienia wolności w ciężkim więzieniu za zbrodnie popełniona podczas II wojny światowej na obszarze okupowanej Polski. Bäcker został uznany winnym zamordowania 56 osób. W motywach wyroku sąd podkreślił, że obaj skazani często działali nie według rozkazu, lecz z własnej woli, a ich postępowanie znamionowało szczególne okrucieństwo. Wymiar wyroku odpowiadał oczekiwaniom oskarżyciela, zaś obrona wnosiła o uniewinnienie. Wyrok nie był prawomocny.
W okresie PRL sprawą wyjaśnienia zbrodni niemieckich popełnionych na ziemi sanockiej zajmowała się Delegatura w Sanoku Okręgowej Komisji Badania Zbrodni Hitlerowskich w Rzeszowie, której szefem był sędzia śledczy Czesław Cyran. Ustalenia OKBZH w Rzeszowie, przekazane za pośrednictwem Głównej Komisji Badania Zbrodni Niemieckich w Polsce, posłużyły jako materiał dowodowy w procesach zbrodniarzy niemieckich, którego odbywały się w Niemczech. Jako świadkowie występowały w nich osoby z Polski.
Bracia Johanna Bäckera także byli funkcjonariuszami służb III Rzeszy w okresie okupacji na obszarze Podkarpacia i również zapisali się jako zbrodniarze wojenni: Oskar Bäcker (ur. 1910, gestapowiec, strażnik i tłumacz w filii komisariatu policji granicznej w Krośnie, 3 lipca 1973 skazany w Bonn na karę dożywotniego pozbawienia wolności), Leon wzgl. Leopold (zmarły przed 1974). Ponadto według stanu z 17 sierpnia 1942 funkcjonariusz o nazwisku Bäcker był komendantem posterunku policji w Olszanicy.